# Allobaccha perpallida
Allobaccha perpallida är en tvåvingeart som först beskrevs av Charles Howard Curran 1947.  Allobaccha perpallida ingår i släktet Allobaccha och familjen blomflugor. Inga underarter finns listade i Catalogue of Life.